# Louis Silvers
Louis Silvers (Nova York, Estats Units, 6 de setembre de 1889 - Hollywood, Califòrnia 26 de març de 1954) fou un compositor, arranjador i orquestrador de cinema nord-americà al servei de la 20th Century Fox, conegut sobretot per ser l'autor l'any 1927 de la música incidental del primer film sonor de la història, The Jazz Singer.

## Premis i nominacions
| Any  | Premi | Resultat  | Categoria                      | Pel·lícula        |
| ---- | ----- | --------- | ------------------------------ | ----------------- |
| 1935 | Oscar | Guanyador | Oscar a la millor banda sonora | One Night of Love |
| 1938 | Oscar | Nominat   | A la millor banda sonora       | In Old Chicago    |
| 1939 | Oscar | Nominat   | A la millor banda sonora       | Suez              |
| 1940 | Oscar | Nominat   | A la millor banda sonora       | Swanee River      |

## Pel·lícules destacades
- Sonny Boy (1929)
- No Greater Glory (1934)
- The Girl Friend (1935)
- A Message to Garcia (1936)
- Private Number (1936)